# Социальная и клиническая психиатрия
Социа́льная и клини́ческая психиатри́я — ведущий рецензируемый российский научный журнал, публикующий исследования в области клинических и социальных аспектов теории и практики психиатрии. Основан в 1991 году Российским обществом психиатров и Московским научно-исследовательским институтом психиатрии.

## Основная информация
Журнал «Социальная и клиническая психиатрия» публикует оригинальные исследования в области психиатрии и смежных дисциплин, а также наблюдения из клинической практики, обзоры, дискуссии и рецензии по теме психиатрии, материалы в помощь практикующим врачам. Статьи печатаются на русском языке и с кратким содержанием статей на английском языке.
В 2015 году журнал включён Высшей аттестационной комиссией России в перечень ведущих рецензируемых научных журналов, в которых печатаются основные научные результаты диссертаций (монографий) на соискание учёной степени кандидата наук и доктора наук
Редакция журнала c 2015 года официально следует этическим принципам проведения медицинских исследований, изложенным в Хельсинкской декларации Всемирной медицинской ассоциации.
Журнал регулярно публикует информацию о деятельности Российского общества психиатров, их съездах, пленумах и конференциях, а также их клинические материалы. Помимо российских учёных, в журнале также иногда публикуются статьи зарубежных психиатров.
Главным редактором журнала до 2018 года был Исаак Яковлевич Гурович, психиатр, доктор медицинских наук, профессор.
На веб-сайтах Российского общества психиатров и Московского НИИ психиатрии доступна бесплатная электронная версия журналов с 2005 по 2018 годы.

## Импакт-фактор
Российский индекс научного цитирования (РИНЦ) данного журнала — 0,771 (по состоянию на 2016 год).